# Menepetalum cathoides
Menepetalum cathoides är en benvedsväxtart som beskrevs av Ludwig Eduard Theodor Loesener. Menepetalum cathoides ingår i släktet Menepetalum och familjen Celastraceae. Inga underarter finns listade.